# Listrocerum fuscoapicalis
Listrocerum fuscoapicalis là một loài bọ cánh cứng trong họ Cerambycidae.